# 옷세
옷세는 울모를 섬기는 마이아로 가운데땅 해안을 씻어 주는 바다의 주인이다. 그는 심해로 들어가지 않으며, 해안과 섬을 사랑하고 만웨의 바람을 즐긴다고 한다.
후에 모르고스라고 불리게 되는 존재 멜코르는 바다를 정복할 수 없었기에 바다를 싫어했고, 아르다를 만들 때 옷세에게 자신을 도와준다면 울모의 나라와 힘을 그에게 주겠다고 약속까지 하면서 자기에게 충성을 바치게 하려고 했다.
하지만 그는 자신의 배우자 우이넨을 통해 자신의 권능을 통해 육지를 파괴하는 행위를 용서받았고 울모에게 충성을 맹세하여 그 후로 약속을 지켰으나, 때로는 격정적인 본성 때문에 울모의 명령도 없이 날뛰기도 했으므로 바다에 살거나 배에 올라타는 이들은 옷세를 신뢰하지 않는다고 한다.